# "Bufo" scorteccii
"Bufo" scorteccii là một loài cóc thuộc họ Cóc. Đây là loài đặc hữu của Yemen, phân bố hẹp trên một cao nguyên gần khu vực phía tây của Mafhaq. Sinh cảnh tự nhiên của loài này là các khu vực đất bụi cũng như đất ngập nước.
Loài này được mô tả và xếp vào chi Cóc năm 1970. Năm 2006, loài này được loại ra khỏi chi Cóc, nhưng mãi tới năm 2009 mới được chuyển sang chi Duttaphrynus. Loài này được xếp trở lại vào chi Cóc năm 2015 do chúng có các đặc điểm cơ thể tương tự như các loài thuộc cả hai chi Duttaphrynus và Sclerophrys.